# Roberto Athayde
Roberto José Austregésilo de Athayde, född 25 november 1949 i Rio de Janeiro, är en brasiliansk dramatiker, teaterregissör och översättare.

## Biografi
Roberto Athayde studerade komposition vid University of Michigan. Av hans närmare trettio pjäser är han internationellt känd enbart för monologen Apareceu a Margarida (Fröken Margarida) från 1973 som också var hans debutpjäs. Den är en allegori över diktaturens demagogi och retorik som har spelats i mer än trettio länder. 1975 spelades rollen av Glenda Jackson i London. 1976 spelades den på Dramaten i översättning från tyskan av Anders Carlberg och i regi av Göran Järvefelt med Anita Wall i rollen. Pjäsen blev en långkörare och spelades in för TV 1985 i ny regi av Allan Edwall, fortfarande med Anita Wall i hennes paradroll.